# 埃尔伯夫
埃尔伯夫（法語：Elbeuf，法語發音：[ɛlbœf]），法国西北部城市，诺曼底大区滨海塞纳省的一个市镇，隶属于鲁昂区，其市镇面积为16.32平方公里，2022年1月1日时人口数量为15,774人，在法国城市中排名第590位。
埃尔伯夫位于滨海塞纳省南部，塞纳河左岸，南侧与厄尔省接壤，是一个区域性的中心城市，历史上因纺织工业而兴盛，被称为“百烟囱之城”（ville aux 100 cheminées），现代为一个公路枢纽，多条公路在此交汇。

## 地名来源

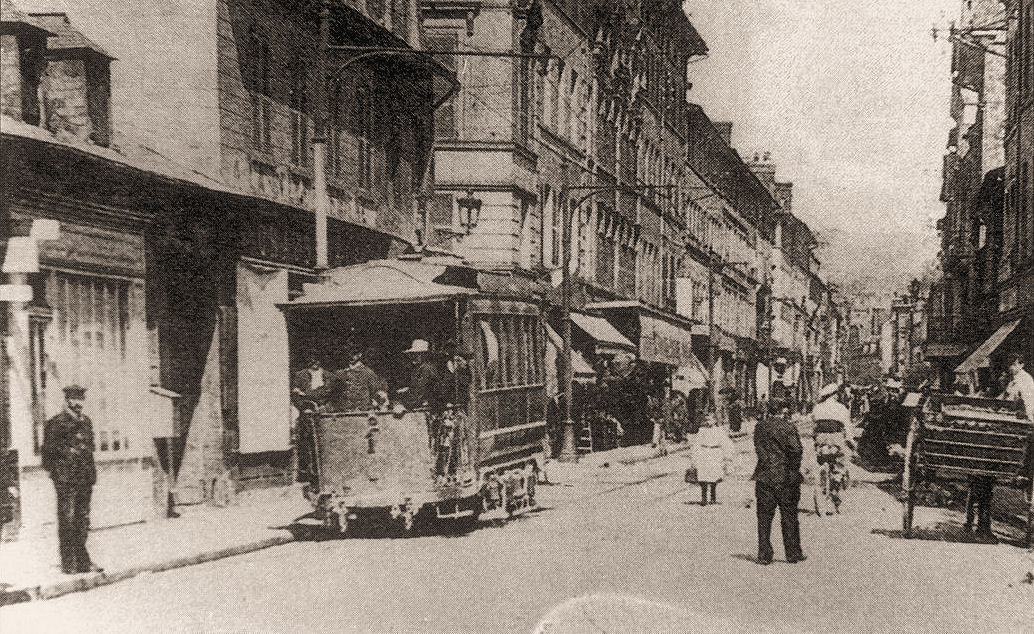
20世纪初的埃尔伯夫街头

“埃尔伯夫”一名最初以“Wellebou”的形式出现于理查一世的手记中，该名称来源于北日耳曼语支，其中“welle”来源于单词“vella”，意为“水源”；“bou”来源于单词“bóð”，意为“小木屋”。

## 历史
根据当地官方网站的论述，埃尔伯夫境内最早的人类活动历史可追溯至新石器时期。而当地可查证的建城历史则始于中世纪中期，彼时，埃尔伯夫为诺曼底公国的一部分，后于1204年被法兰西国王腓力二世收归。英法百年战争期间，埃尔伯夫在1346年的爱德华三世的骑行劫掠行动中被英格兰军队烧毁。自中世纪末起，埃尔伯夫出现了纺织作坊。1667年，法兰西财政大臣让-巴蒂斯特·柯尔贝尔创建了皇家织布厂，埃尔伯夫成为塞纳河下游的一个纺织工业中心。法国大革命后，埃尔伯夫成为内塞纳省（1955年更名为“滨海塞纳省”）的一个市镇。工业革命期间，埃尔伯夫的纺织业得到机械化的发展，当地出现了大批工厂，埃尔伯夫一度被称为“百烟囱之城”（ville aux 100 cheminées）。途径埃尔伯夫的圣乔治-莫泰勒－大克维伊铁路建成运行，后因设施老化和私人汽车的兴起而废弃。普法战争后，埃尔伯夫接纳了约四千名阿尔萨斯沦陷区的居民。1898至1926年间，埃尔伯夫曾有有轨电车系统。二战后，埃尔伯夫境内的工业有所衰退，当地最后一家大型纺织厂于1979年关闭。

## 地理

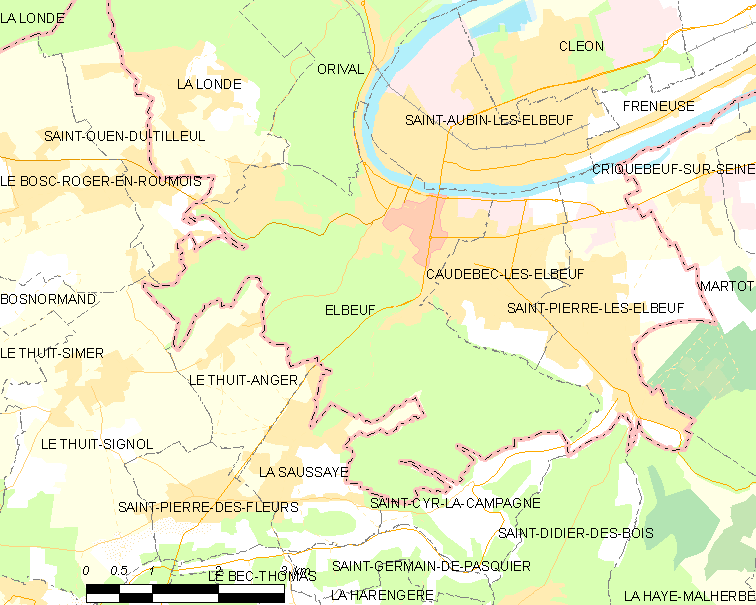
埃尔伯夫市镇范围地图

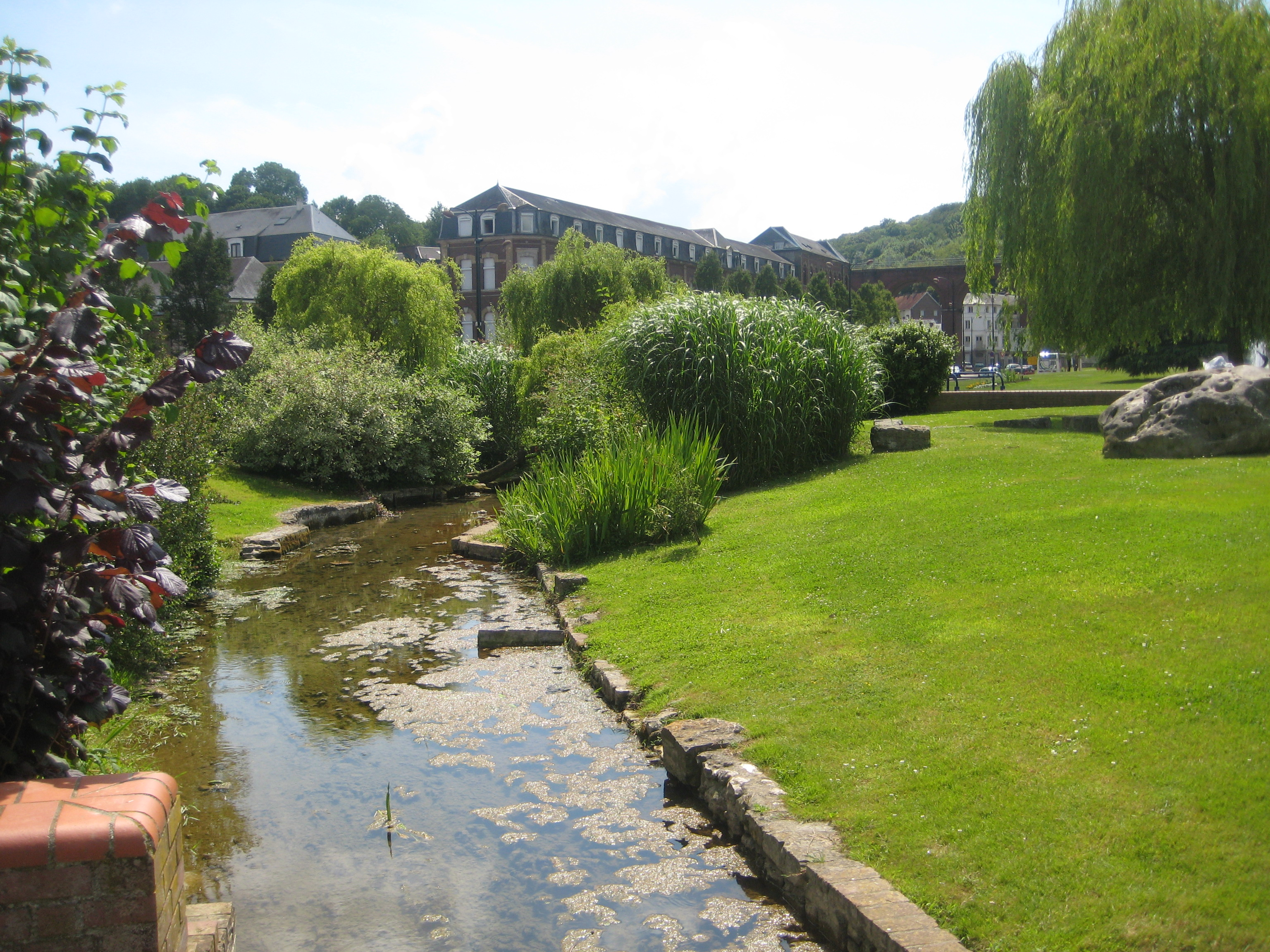
埃尔伯夫的一处城市绿地

埃尔伯夫位于法国西北部，诺曼底大区东部和滨海塞纳省南部，距离省会鲁昂大约23公里。与埃尔伯夫接壤的市镇包括：圣欧班莱塞尔伯夫、圣西尔拉康帕涅、圣旺迪蒂约勒、拉索赛、勒蒂德卢瓦松、科德贝克-莱塞尔伯夫、拉隆德、奥里瓦勒、圣皮埃尔-莱塞尔伯夫。

### 地形
埃尔伯夫位于诺曼底丘陵东部，境内以浅丘为主，市镇中心地势较为平坦，西部和南部地势较高，全境海拔在2到133米之间。

### 水文
塞纳河干流自东向西流经境内，埃尔伯夫市镇位于该河左岸，原河中央的拉巴斯蒂德岛（Île de la Bastide）为埃尔伯夫的市镇管辖范围，该岛因河流泥沙淤积而与其右岸陆地相连。

### 植被
埃尔伯夫属于温带阔叶混交林区，市区西部和南部为埃尔伯夫森林（Forêt d'Elbeuf）。
在鲜花城市的评比中，埃尔伯夫被评为3星级鲜花城市。

### 气候
埃尔伯夫在柯本气候分类法中属于温带海洋性气候。
距离埃尔伯夫最近的常年气象站位于鲁昂机场，以下为该气象站的数据：
| 鲁昂1981年－2019年  | 鲁昂1981年－2019年 | 鲁昂1981年－2019年 | 鲁昂1981年－2019年 | 鲁昂1981年－2019年 | 鲁昂1981年－2019年 | 鲁昂1981年－2019年 | 鲁昂1981年－2019年 | 鲁昂1981年－2019年 | 鲁昂1981年－2019年 | 鲁昂1981年－2019年 | 鲁昂1981年－2019年 | 鲁昂1981年－2019年 | 鲁昂1981年－2019年 |
| 月份                | 1月                | 2月                | 3月                | 4月                | 5月                | 6月                | 7月                | 8月                | 9月                | 10月               | 11月               | 12月               | 全年               |
| ------------------- | ------------------ | ------------------ | ------------------ | ------------------ | ------------------ | ------------------ | ------------------ | ------------------ | ------------------ | ------------------ | ------------------ | ------------------ | ------------------ |
| 历史最高温 °C（°F） | 14.7 (58.5)        | 19.7 (67.5)        | 25 (77)            | 27.4 (81.3)        | 30 (86)            | 36 (97)            | 41.3 (106.3)       | 38.1 (100.6)       | 33 (91)            | 28 (82)            | 20.3 (68.5)        | 15.6 (60.1)        | 41.3 (106.3)       |
| 平均高温 °C（°F）   | 6.4 (43.5)         | 7.3 (45.1)         | 10.8 (51.4)        | 13.7 (56.7)        | 17.3 (63.1)        | 20.3 (68.5)        | 22.8 (73.0)        | 22.8 (73.0)        | 19.5 (67.1)        | 15.0 (59.0)        | 9.9 (49.8)         | 6.6 (43.9)         | 14.4 (57.8)        |
| 日均气温 °C（°F）   | 3.7 (38.7)         | 4.2 (39.6)         | 7.0 (44.6)         | 9.2 (48.6)         | 12.7 (54.9)        | 15.5 (59.9)        | 17.8 (64.0)        | 17.8 (64.0)        | 14.9 (58.8)        | 11.4 (52.5)        | 7.0 (44.6)         | 4.2 (39.6)         | 10.5 (50.8)        |
| 平均低温 °C（°F）   | 1.1 (34.0)         | 1.1 (34.0)         | 3.2 (37.8)         | 4.7 (40.5)         | 8.1 (46.6)         | 10.7 (51.3)        | 12.8 (55.0)        | 12.8 (55.0)        | 10.4 (50.7)        | 7.8 (46.0)         | 4.1 (39.4)         | 1.7 (35.1)         | 6.5 (43.8)         |
| 历史最低温 °C（°F） | −17.1 (1.2)        | −13.4 (7.9)        | −10.4 (13.3)       | −7.1 (19.2)        | −2.2 (28.0)        | 1 (34)             | 1 (34)             | −0.1 (31.8)        | 2.1 (35.8)         | −3.2 (26.2)        | −8.3 (17.1)        | −11.3 (11.7)       | −17.1 (1.2)        |
| 平均降水量 mm（）   | 76.3 (3.00)        | 60.4 (2.38)        | 67.1 (2.64)        | 59.2 (2.33)        | 74.3 (2.93)        | 63.7 (2.51)        | 68.9 (2.71)        | 65.1 (2.56)        | 65.5 (2.58)        | 83.5 (3.29)        | 76.8 (3.02)        | 90.9 (3.58)        | 851.7 (33.53)      |
| 月均日照時數        | 58.6               | 74.5               | 117.4              | 158                | 182.8              | 202.2              | 199.2              | 191.8              | 156.1              | 107.8              | 60                 | 49.2               | 1,557.6            |
| 来源：infoclimat.fr |                    |                    |                    |                    |                    |                    |                    |                    |                    |                    |                    |                    |                    |

## 行政区划
埃尔伯夫的市镇编号为76231，邮政编号为76500。
在行政管理方面，埃尔伯夫隶属于法国诺曼底大区滨海塞纳省鲁昂区；在地方选举方面，埃尔伯夫是埃尔伯夫县的中央投票站所在地，其市镇范围全境被划入滨海塞纳省第四选区；在社会管理方面，埃尔伯夫是鲁昂诺曼底都会区的组成部分。
法国国家统计与经济研究所（简称）在进行数据统计时，将埃尔伯夫及相邻的另外49个市镇设为鲁昂城市核心区，并将包括核心区在内的周边共274个市镇划为鲁昂城市区。自2020年起，埃尔伯夫城市区被包含317个市镇的鲁昂城市辐射区代替。此外，还将埃尔伯夫市镇分为了8个“块区”（IRIS），以便于统计人口分布情况。

## 交通

### 公路
滨海塞纳省省道D7线、D92线、D840线、D913线、D921线和D938线在埃尔伯夫境内交汇。
| 20 | 8 |

| 23 | 10 |

| 13 | 22 |

| 鲁昂 | 23 |

| 勒阿弗尔 | 82 |

| 达尔内塔勒 | 28 |

| 埃夫勒 | 39 |

| 卡昂 | 123 |

| 贝尔奈 | 46 |

| 韦尔农 | 52 |

| 卢维耶 | 17 |

| 小克维伊 | 20 |

2018年，57.9%的埃尔伯夫家庭拥有至少一辆私人汽车。2019年，埃尔伯夫境内共发生各类交通事故10起，造成13人受伤。

### 铁路
途径埃尔伯夫的圣乔治-莫泰勒－大克维伊铁路已于1940年停止客运服务，现仅供少量货运列车运行。
距离埃尔伯夫最近的运营中的客运铁路车站为位于塞纳河右岸的埃尔伯夫-圣欧班站，该站停靠往返于鲁昂和卡昂一线的区域列车。

### 航空
距离埃尔伯夫最近的民用航空站为博韦-蒂耶机场，距离埃尔伯夫市中心的公路里程约98公里。

### 城市公共交通
鲁昂城市公共交通（商业名称为）是当地的城市公共交通系统。截至2022年2月，该系统下属的公交A线、B线、C线、E线、F线、H线和公交32路经过了埃尔伯夫市区内。

## 政治

### 市政内阁

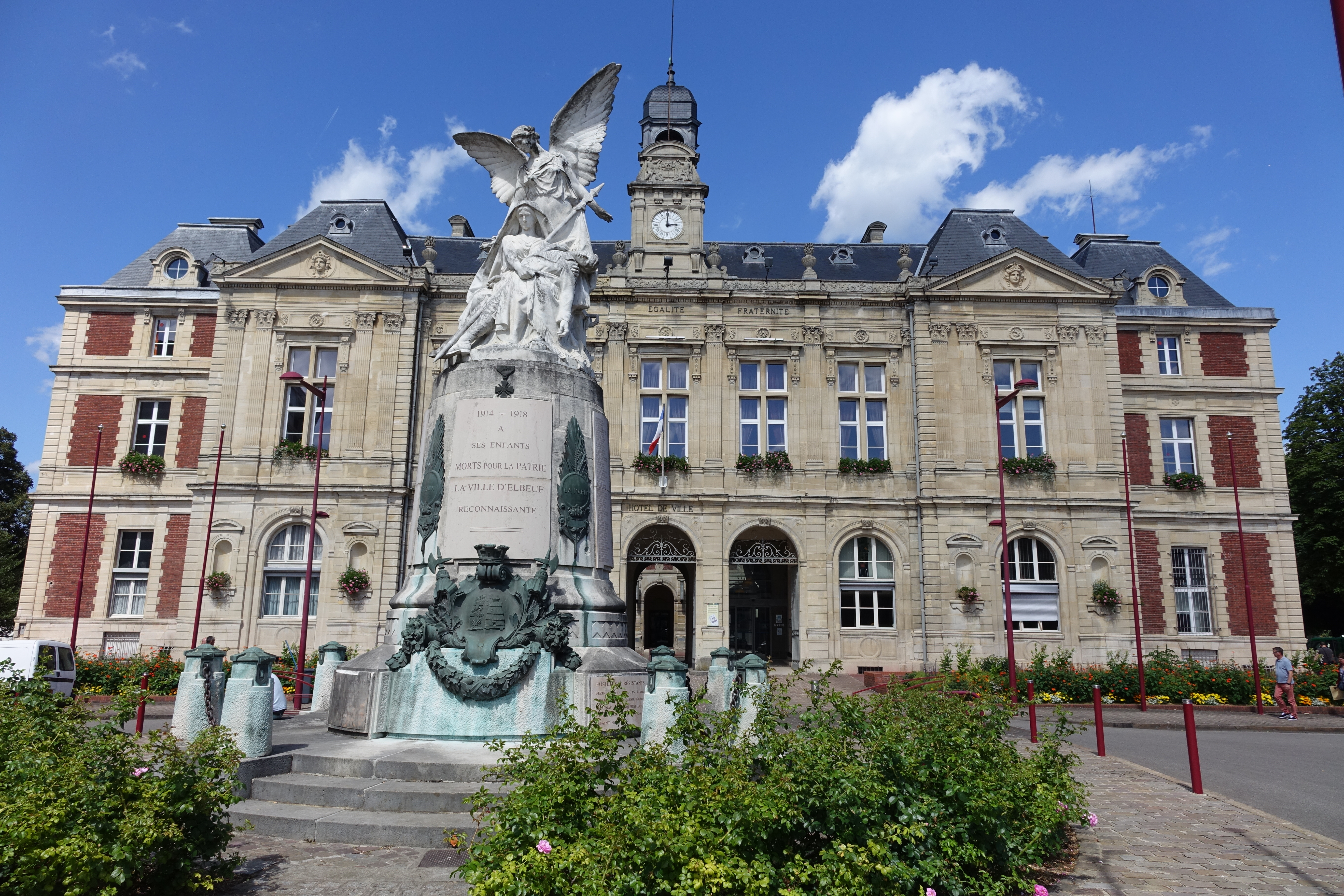
埃尔伯夫市政厅

埃尔伯夫的现任市长为吉乌代·梅拉贝先生（Djoudé Merabet），他是社会党的一名成员，在2020年的市政选举中获得了65.93%的支持率。
| 埃尔伯夫历届市长 | 埃尔伯夫历届市长                      | 埃尔伯夫历届市长                   |
| 任期             | 市长                                  | 党派                               |
| ---------------- | ------------------------------------- | ---------------------------------- |
| 1944年－1947年   | Paul BONVOISIN 保罗·邦瓦桑            | 不详                               |
| 1947年－1959年   | Joseph PERRET 约瑟夫·佩雷             | 不详                               |
| 1959年－1971年   | Pierre LEBRET 皮埃尔·勒布雷           | DVD右翼无党派人士 →UNR新共和国联盟 |
| 1971年－1977年   | Michel BEAUFILS 米歇尔·博菲斯         | 不详                               |
| 1977年－1997年   | René YOUINOU 勒内·尤伊努              | PS社会党                           |
| 1997年－2004年   | Didier MARIE 迪迪埃·马里              | PS社会党                           |
| 2004年－2008年   | Françoise GUILLOTIN 弗朗索瓦丝·吉约坦 | PS社会党                           |
| 2008年－         | Djoudé MERABET 吉乌代·梅拉贝          | PS社会党                           |

### 各级选举
| 埃尔伯夫历届投票选举结果 | 埃尔伯夫历届投票选举结果 | 埃尔伯夫历届投票选举结果 | 埃尔伯夫历届投票选举结果 | 埃尔伯夫历届投票选举结果 | 埃尔伯夫历届投票选举结果 | 埃尔伯夫历届投票选举结果 | 埃尔伯夫历届投票选举结果 | 埃尔伯夫历届投票选举结果 | 埃尔伯夫历届投票选举结果 |
| 选举项目                 | 选举范围                 | 选区单位                 | 选举结果                 | 选举结果                 | 选举结果                 | 选举结果                 | 选举结果                 | 选举结果                 | 参考资料                 |
| 选举项目                 | 选举范围                 | 选区单位                 | 第一轮胜出者             | 第一轮胜出者             | 支持率                   | 第二轮胜出者             | 第二轮胜出者             | 支持率                   | 参考资料                 |
| ------------------------ | ------------------------ | ------------------------ | ------------------------ | ------------------------ | ------------------------ | ------------------------ | ------------------------ | ------------------------ | ------------------------ |
| 2017年法國總統選舉       | 法國                     | 市镇                     |                          | 让-吕克·梅朗雄           | 26.61%                   |                          | 埃马纽埃尔·马克龙        | 60.84%                   | [ 23 ]                   |
| 2017年法国立法选举       | 滨海塞纳省第四选区       | 市镇                     |                          | 茜拉·西拉                | 27.13%                   |                          | 茜拉·西拉                | 62.31%                   | [ 23 ]                   |
| 2019年欧洲议会选举       | 法國                     | 市镇                     |                          | 行使权力党               | 28.89%                   | （不适用）               | （不适用）               | （不适用）               | [ 23 ]                   |
| 2021年法国省级选举       | 滨海塞纳省               | 县                       |                          | 朱莉·勒萨日 迪迪埃·马里  | 50.35%                   |                          | 朱莉·勒萨日 迪迪埃·马里  | 72.81%                   | [ 24 ]                   |
| 2021年法国省级选举       | 滨海塞纳省               | 市镇                     |                          | 朱莉·勒萨日 迪迪埃·马里  | 60.46%                   |                          | 朱莉·勒萨日 迪迪埃·马里  | 75.34%                   | [ 24 ]                   |
| 2021年法国大区选举       |                          | 市镇                     |                          | 梅拉妮·布朗热            | 24.57%                   |                          | 尼古拉·马耶-罗西尼奥尔   | 24.57%                   | [ 25 ]                   |
| 2022年法国总统选举       | 法國                     | 市镇                     |                          | 让-吕克·梅朗雄           | 30.14%                   |                          | 埃马纽埃尔·马克龙        | 53.87%                   | [ 23 ]                   |
| 2022年法国立法选举       | 滨海塞纳省第四选区       | 市镇                     |                          | 吉乌代·梅拉贝            | 41.93%                   |                          | 阿尔玛·迪富尔            | 55.43%                   | [ 23 ]                   |

## 人口
2019年，埃尔伯夫市镇人口数量为16,224，在法国排名第590位。其中男性7,912人，女性8,312人，75岁及以上人口占5.7%，外籍人口数量为2,046人，人口密度为994人/平方公里，当地居民被称为（男性）或（女性）。2020年，埃尔伯夫境内出生278人，死亡人口175人。
| 埃尔伯夫1901年－2019年人口变化情况 |
|                                    |
| 数据来源：Cassini、INSEE           |

## 经济
埃尔伯夫是一个区域性的中心城市。截止2022年1月，埃尔伯夫市镇范围内共有各类用人单位（包含自雇）2,077家，平均历史为15年，其中99.49%为中小型企业（PME）。（纺织工业）、（工业自动化）及（影视拍摄）是当地2020年营业额最高的三个企业，分别为82,717,876欧元、9,366,602欧元和6,281,063欧元。

## 财政与居民收入
2020年，埃尔伯夫的财政收入总额为22,784,400欧元，财政支出总额为19,334,300欧元，当年的债务总额为7,063,560欧元。2021年，埃尔伯夫共获得6,837,327欧元的国家财政补助，比上一年增加了1.02%。
2019年，埃尔伯夫的人均月收入总额为2,010欧元，其中高级职员为3,535欧元，低于法国平均水平（4,230欧元）；中级职员为2,349欧元，低于法国平均水平（2,411欧元）；普通职员为1,633欧元，亦低于法国平均水平（1,740欧元）。
2018年，埃尔伯夫境内的青壮年（15至64岁）失业率为29.4%，当地32.3%的家庭拥有纳税资格，平均纳税1,870欧元，低于法国平均水平（3,910欧元）。

## 社会事务

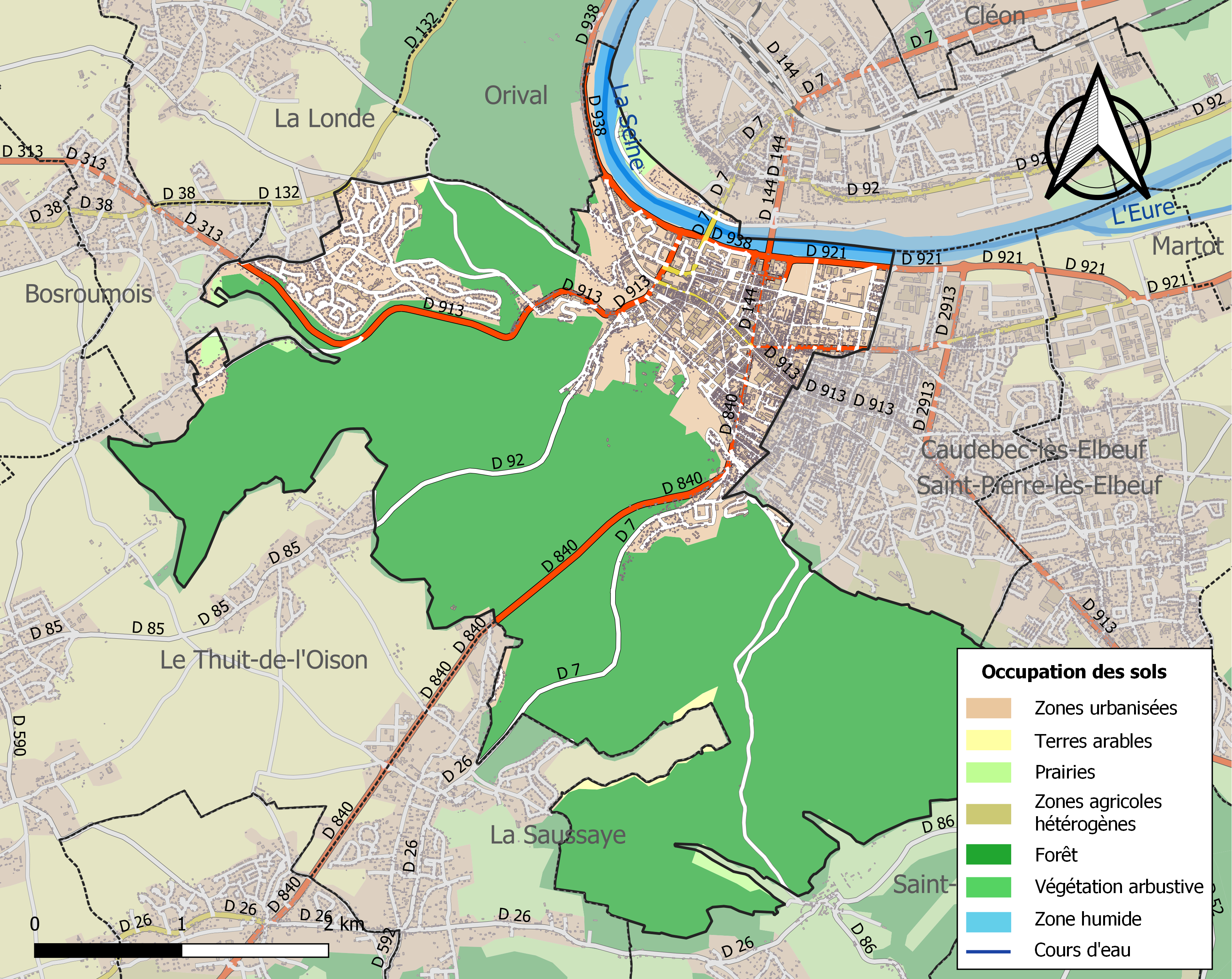
埃尔伯夫土地利用情况地图

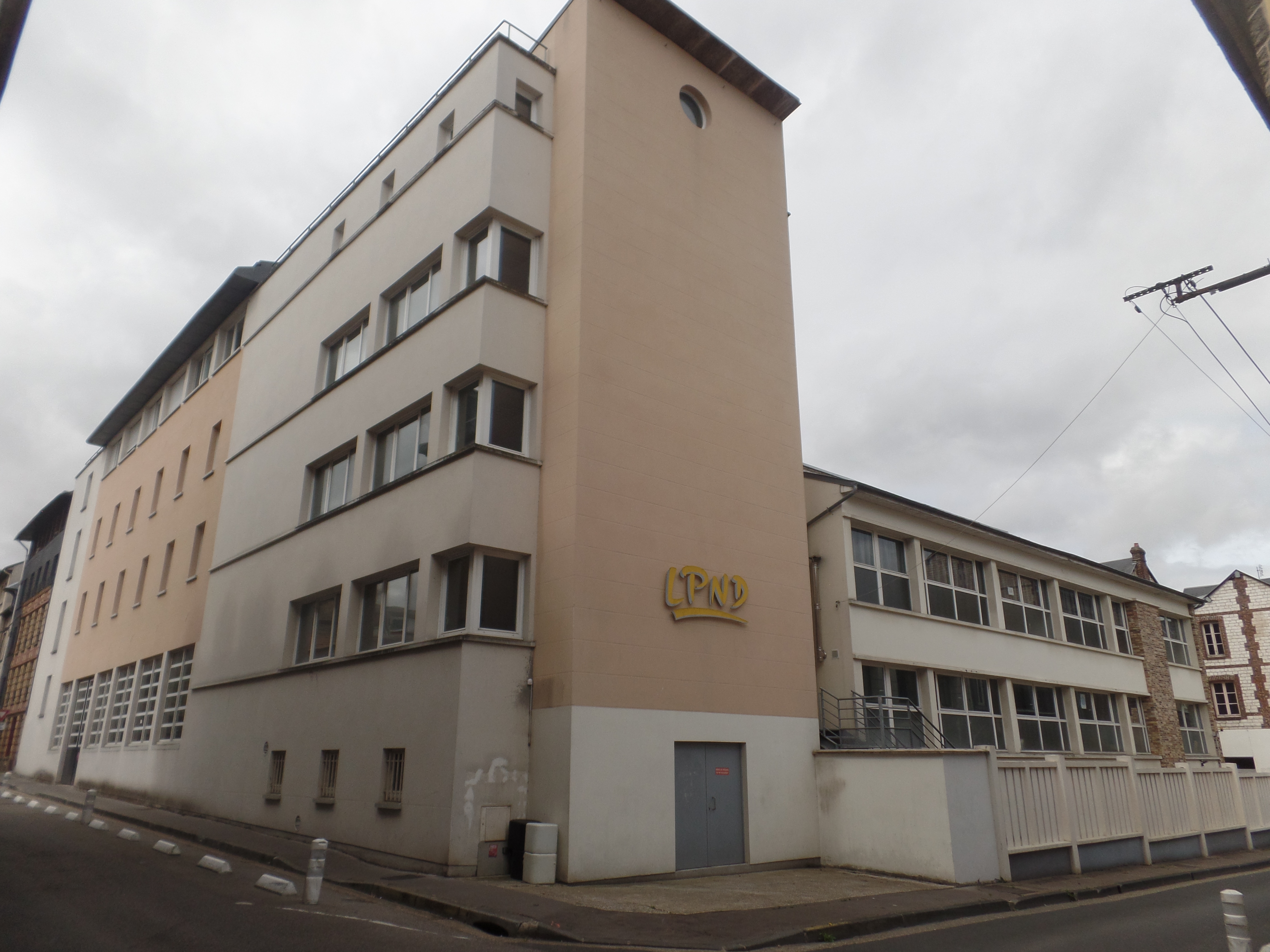
埃尔伯夫的费讷隆学院（中学）

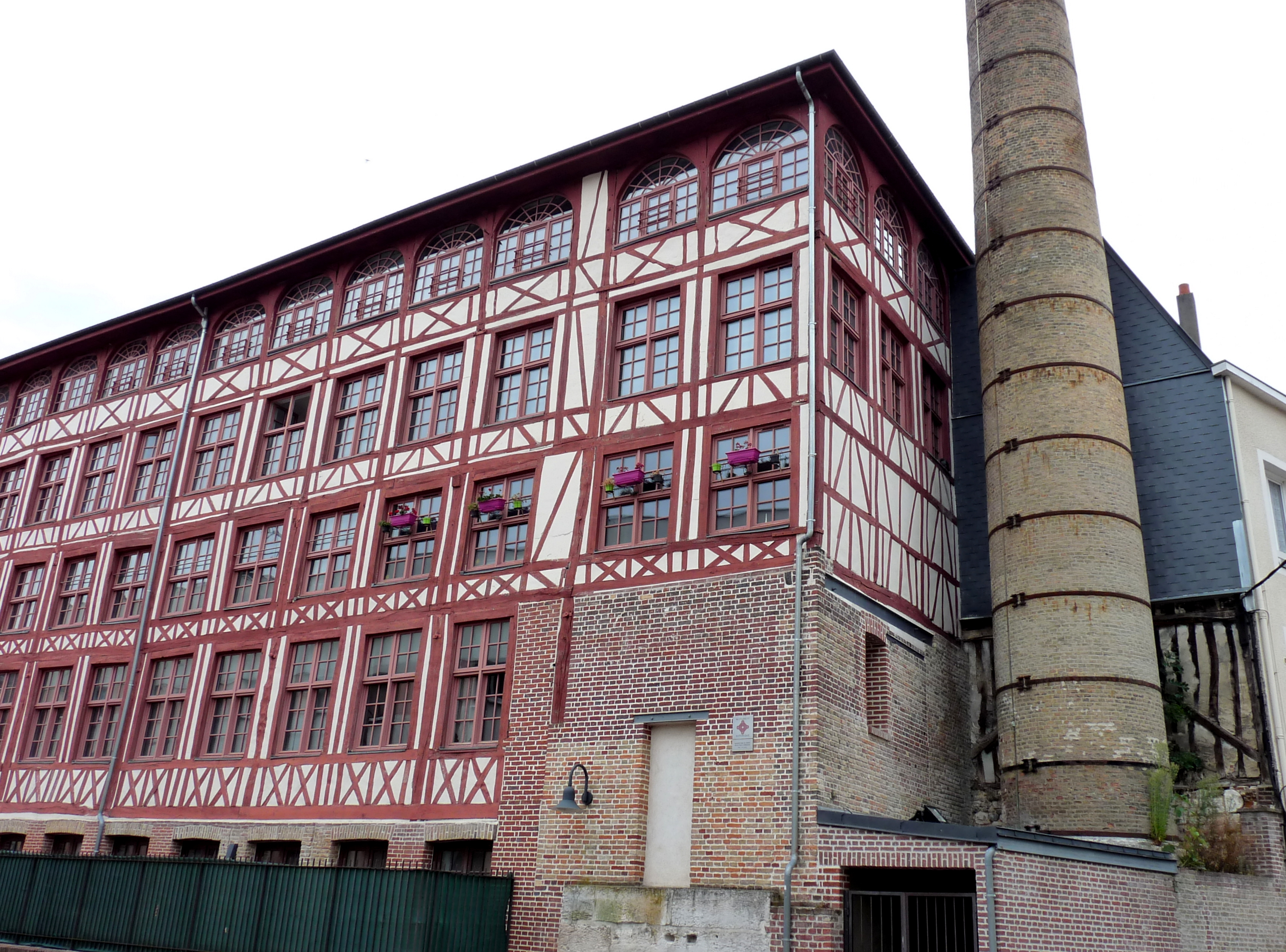
一处工厂厂房旧址

### 教育
埃尔伯夫属于诺曼底学区。截止2020年1月1日，埃尔伯夫境内共有6所幼儿园、8所小学、2所初级中学、3所普通高中和1所职业高中。2018至2019学年度，埃尔伯夫境内共有在校中等教育阶段学生3,648名。

### 医疗
截止2020年1月1日，埃尔伯夫境内共有全科医生21名、保健师6名、牙医5名、护士22名、眼科医生2名和妇科医生1名。境内共有药房7家、养老院3家、残疾人帮扶中心1家。
埃尔伯夫-卢维耶市际中心医院是法国的一个区域性医疗机构，其主病区位于埃尔伯夫市区，设有床位442个，是当地规模最大的公立综合性医院。
此外，埃尔伯夫距离鲁昂大学中心医院的正常车程在半小时以内。

### 住房
2018年，埃尔伯夫境内共有各类住房9,483套，其中22%为独立式居民区，77.5%为集中式居民区。常住房屋占埃尔伯夫市镇范围内居民建筑总量的82.3%。
在住房保障政策方面，2020年，埃尔伯夫境内共有3,784户家庭获得了住房经济补助，受益人数占总人口数量的23.4%，其中3,741份为房租补助。

### 商业
2019年，埃尔伯夫境内共有各类实体商铺492家，其中餐厅100家、大型超市2家、杂货店12家、面包房17家、肉铺11家、书店6家、银行门店11家、美容美发店38家、汽车维修店20家。市中心建有一家家乐福购物超市。

### 体育
2020年，埃尔伯夫境内共有1家游泳池、8间体育馆、4处网球场、4处足球或橄榄球场、2处篮球或排球场。
截至2022年2月，埃尔伯夫境内共有四家注册足球俱乐部。埃尔伯夫足球学校（Ecole de Football Elbeuf，编号580936）是当地的代表性足球队，成立于其U13和老年队在2021至2022赛季均参加滨海塞纳省足球联赛，其主场为樱桃园球场（Stade de la Cerisaie）。

### 环境
埃尔伯夫的环境事务由其所属的鲁昂诺曼底都会区负责。2019年，埃尔伯夫境内共有5家污染企业。

### 治安
2019年，埃尔伯夫市镇范围内共有1处派出所。
埃尔伯夫所在地是鲁昂-埃尔伯夫警区的管辖范围。2020年，该警区辖区内共34个市镇累计发生各类案件24,676起，其中盗窃类案件13,779起，经济类案件3,474起，毒品交易类案件877起。

## 文化
2020年，埃尔伯夫境内共有1家剧场、1家电影院和1家博物馆。埃尔伯夫市政府提供多媒体中心，每周二至六向公众开放（暑期期间周六闭馆）。

### 建筑
埃尔伯夫境内有多处历史建筑，其中法国国家文物保护单位包括圣艾蒂安教堂、埃尔伯夫戏剧场等，埃尔伯夫圣让教堂是当地的地标性建筑物。

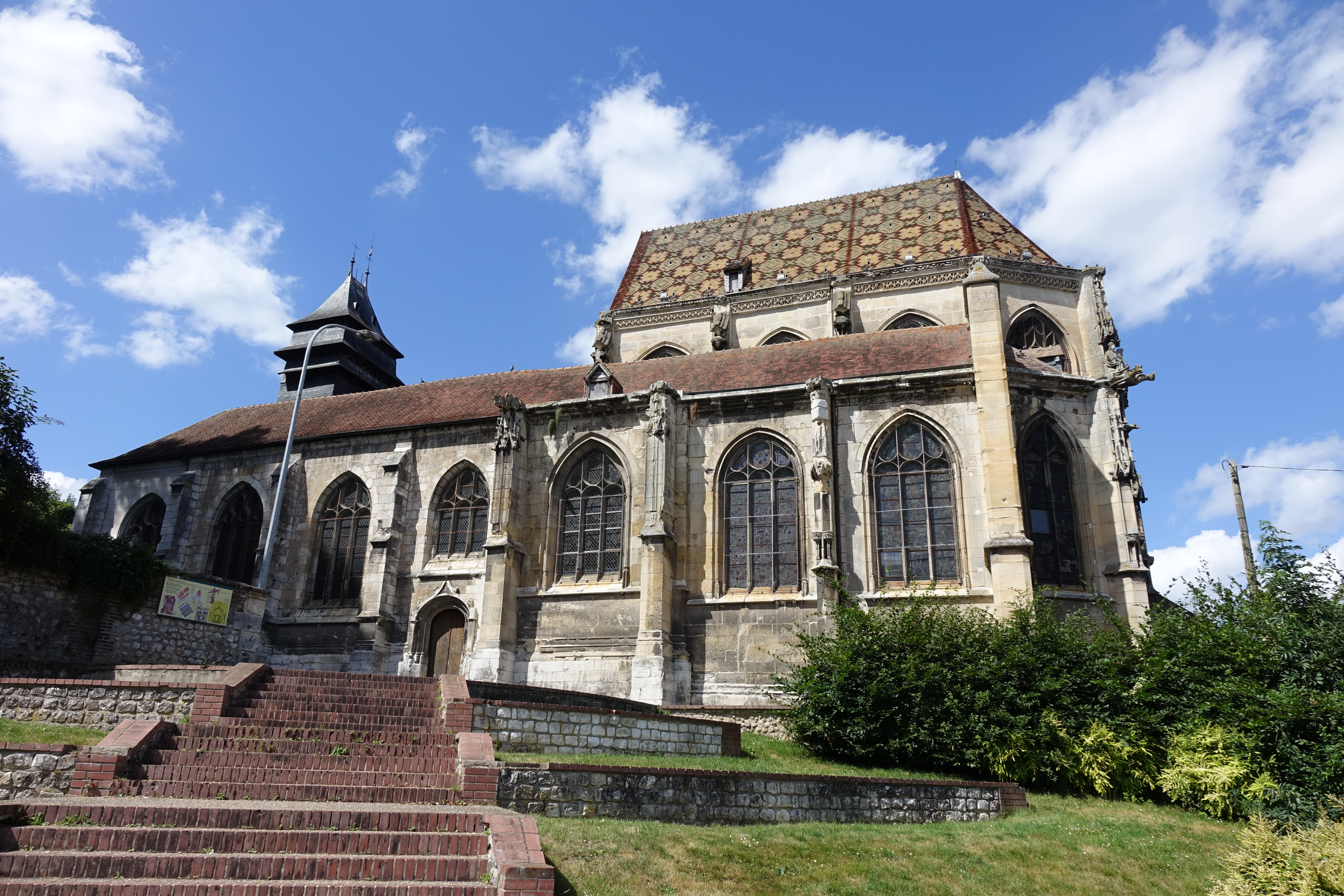
圣艾蒂安教堂（法语：Église Saint-Étienne d'Elbeuf）
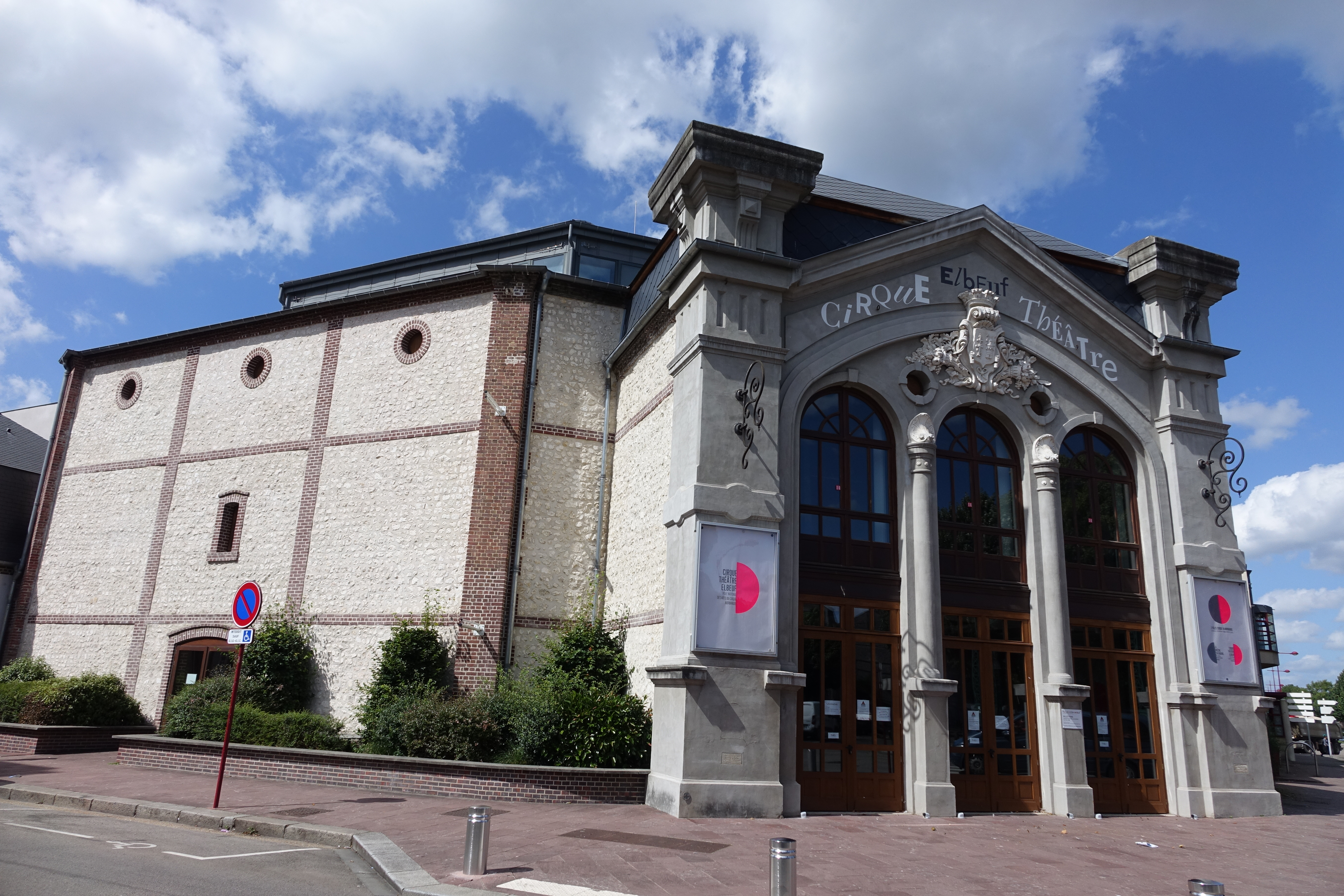
埃尔伯夫戏剧场（法语：Cirque-théâtre d'Elbeuf）
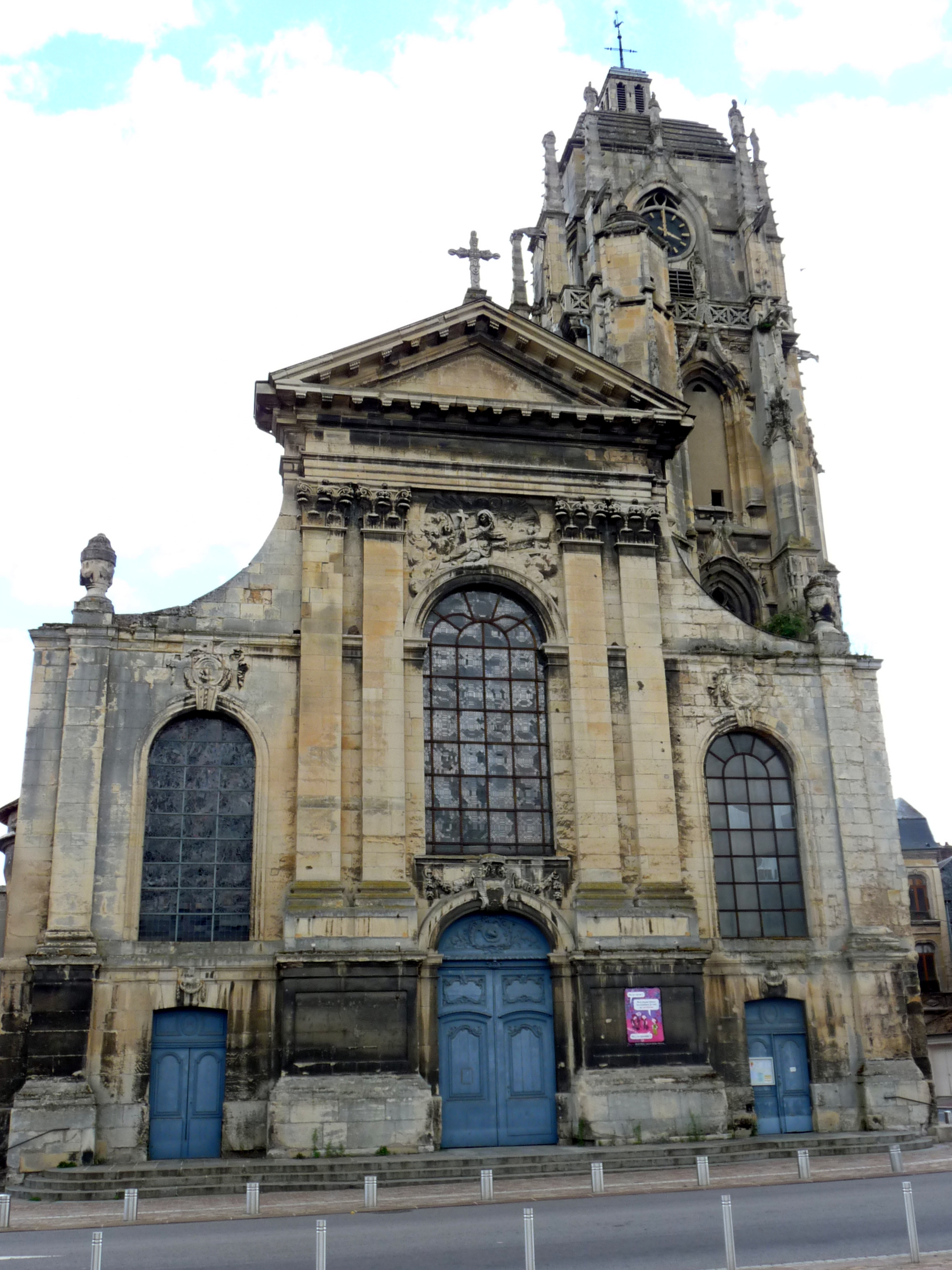
圣让教堂（法语：Église Saint-Jean d'Elbeuf）
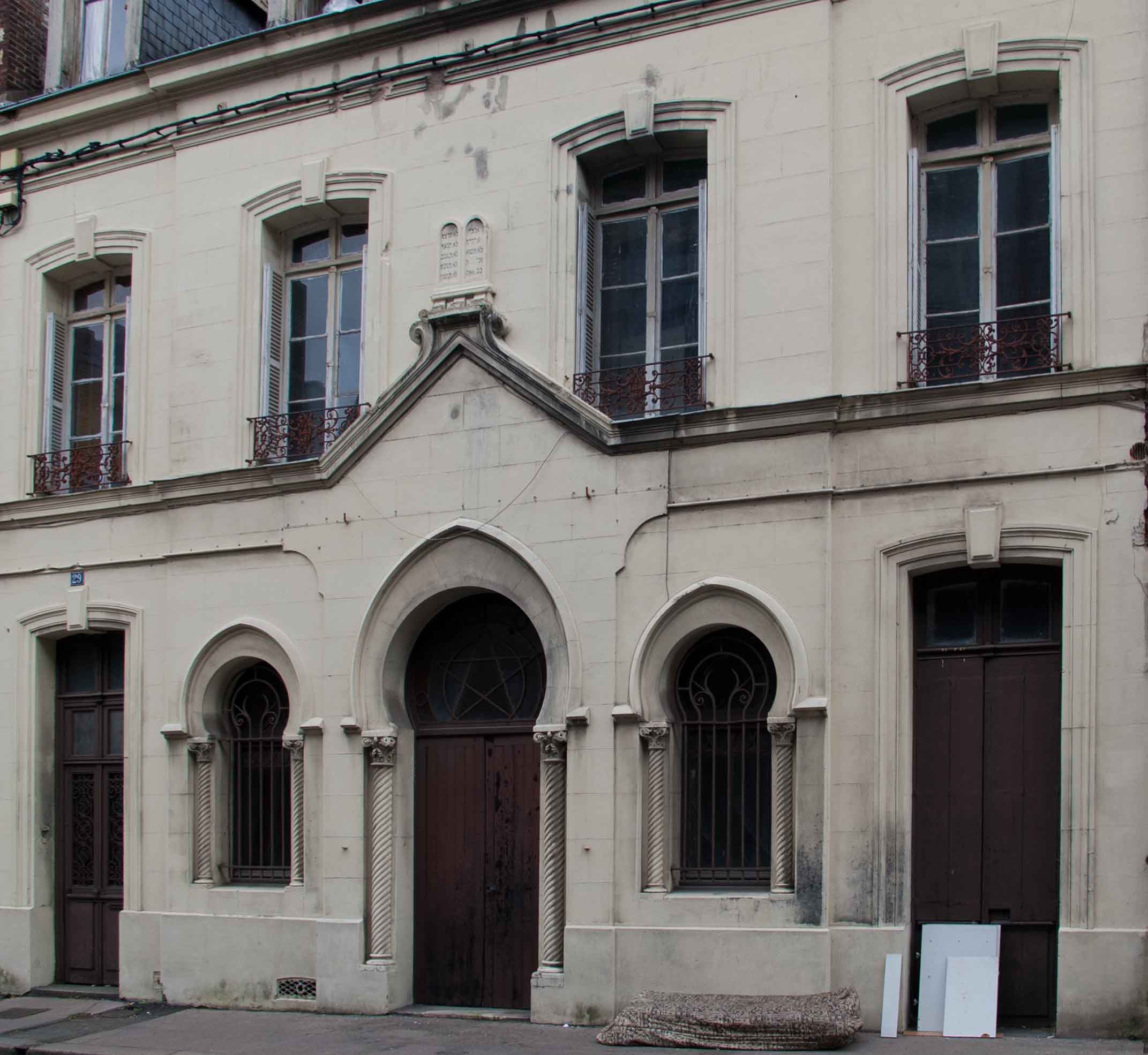
犹太教堂（法语：Synagogue d'Elbeuf）
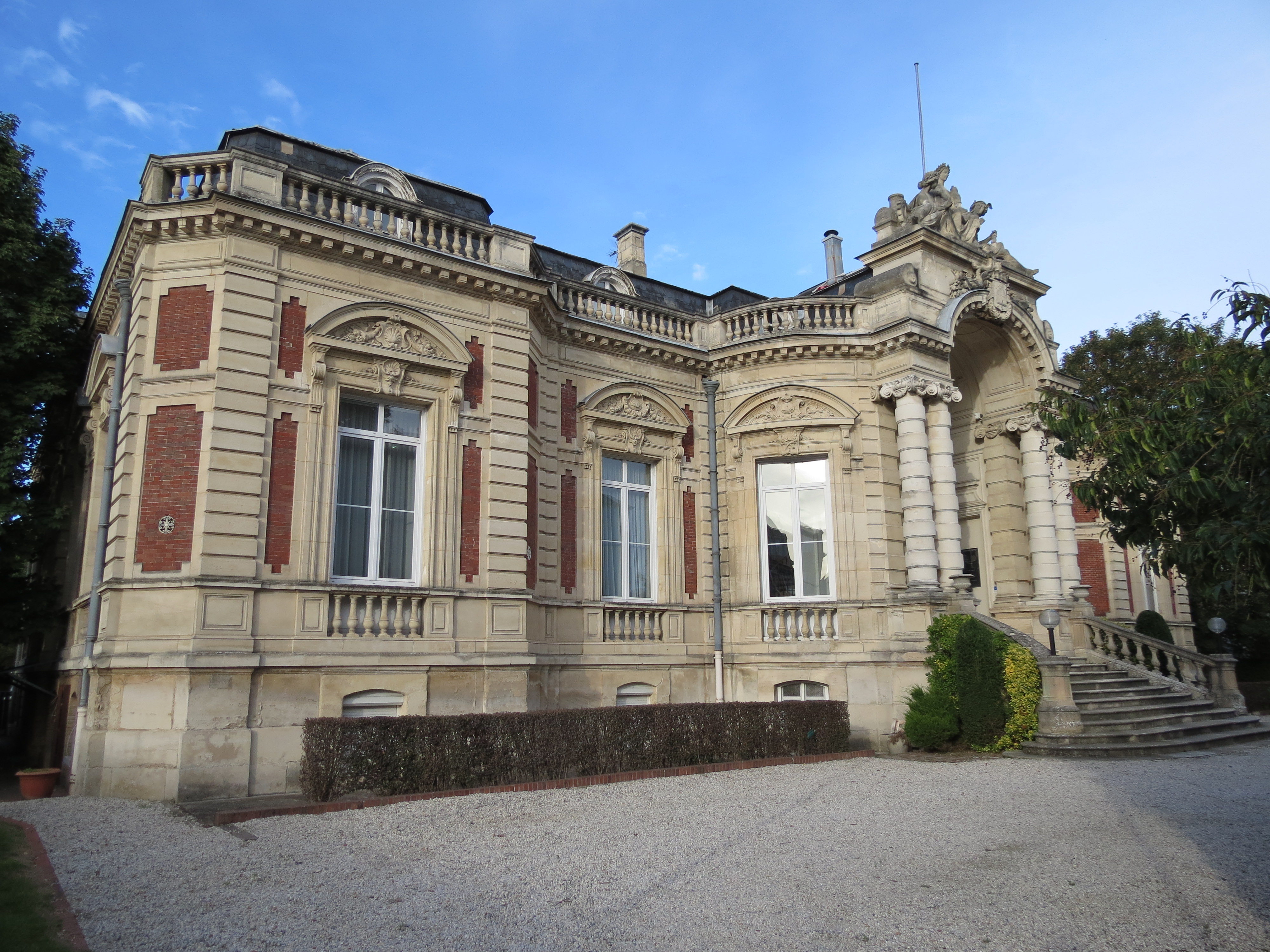
商会宫
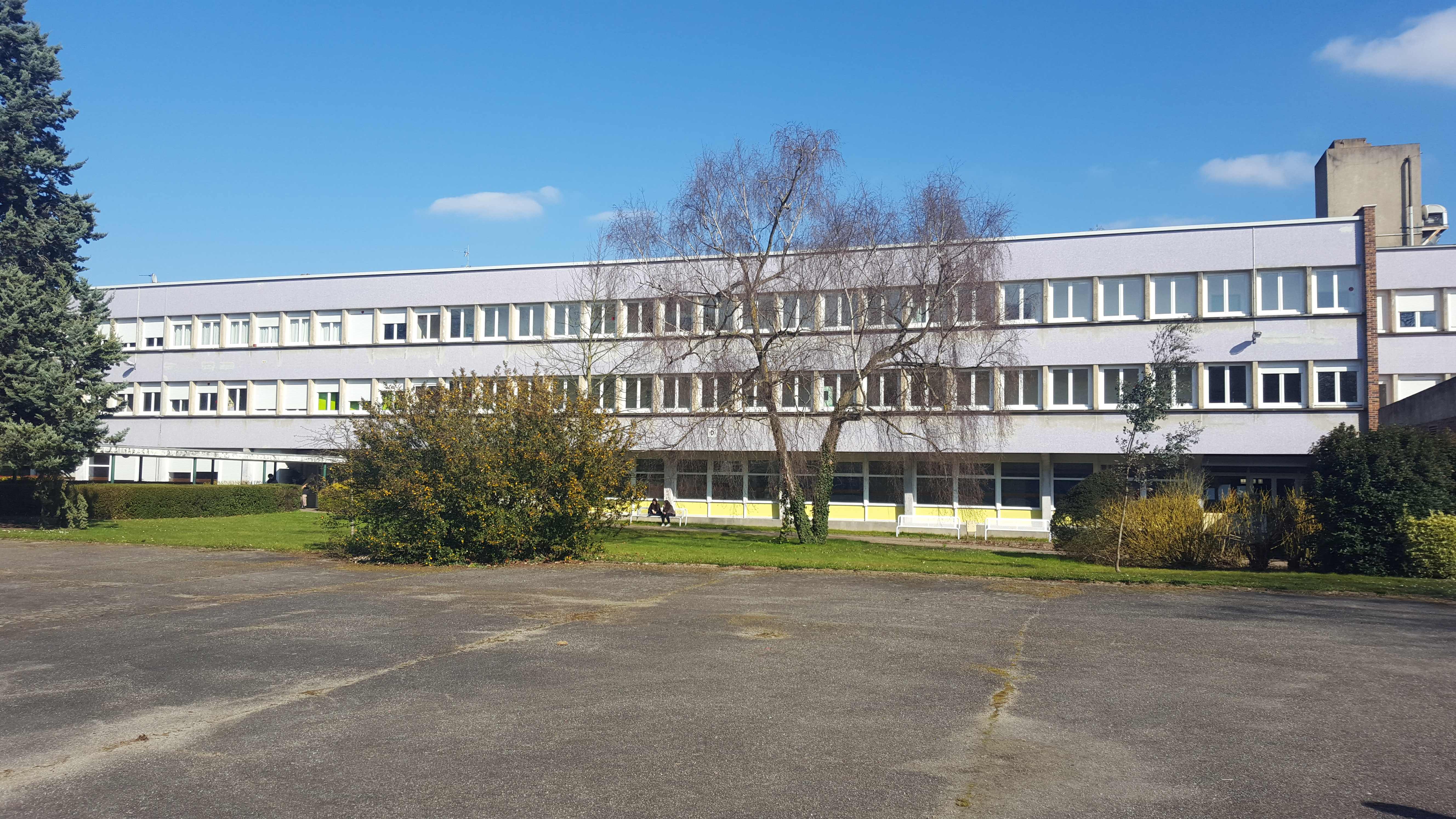
一所学校
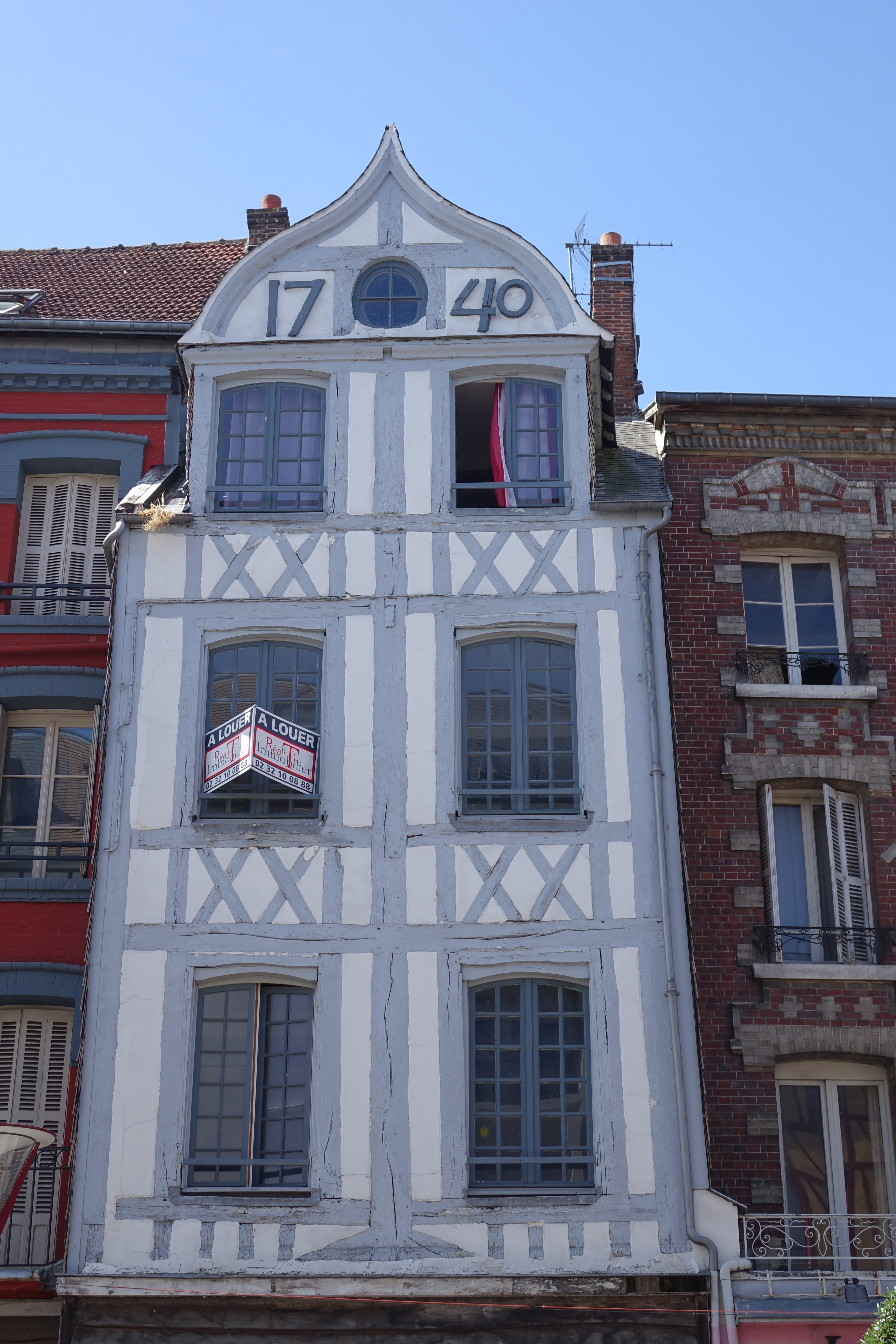
民居

### 旅游
埃尔伯夫的旅游事务由其所属的鲁昂诺曼底都会区负责。2021年，埃尔伯夫境内暂无任何游客接待设施。

### 媒体
法国主要的媒体均可在埃尔伯夫接收，法国电视三台下属的诺曼底大区频道在部分时段播出埃尔伯夫所属区域的地方新闻。《巴黎-诺曼底报》、《埃尔伯夫日报》、蓝色法兰西鲁昂诺曼底广播等是当地主要的地方性媒体。

## 相关人物
法国作家安德烈·莫洛亚、哲学家勒内·勒塞讷、足球运动员尼古拉·帕卢瓦出生于埃尔伯夫。

## 友好城市
截至2022年2月，埃尔伯夫共与两座城市互为友好城市关系：
- 德国 林根
- 下莱茵省 比什维莱尔